# Höchst (Vorarlberg)
Höchst  is een gemeente in de Oostenrijkse deelstaat Vorarlberg, gelegen in het district Bregenz (B). De gemeente heeft 7.601 inwoners.

## Geografie
Höchst heeft een oppervlakte van 20,15 km². Het ligt in het westen van het land.

## Geboren
- Jacob Jan Boerma (1972), Nederlandse chef-kok

Alberschwende · Andelsbuch · Au · Bezau · Bildstein · Bizau · Bregenz (stad) · Buch · Damüls · Doren · Egg · Eichenberg · Fußach · Gaißau · Hard · Hittisau · Höchst · Hohenweiler · Hörbranz · Kennelbach · Krumbach · Langen bei Bregenz · Langenegg · Lauterach · Lingenau · Lochau · Mellau · Mittelberg · Möggers · Reuthe · Riefensberg · Schnepfau · Schoppernau · Schröcken · Schwarzach · Schwarzenberg · Sibratsgfäll · Sulzberg · Warth · Wolfurt
- Gemeinsame Normdatei: 4228374-7
- Historisch woordenboek van Zwitserland: 007069
- Nationale Bibliotheek van Tsjechië: ge627122
- Virtual International Authority File: 246975745
- WorldCat: E39PBJtH6vDpDhHVjqdCbqGmBP